# Rita Jenrette
Rita Jenrette, född 25 november 1949 i San Antonio, Texas, är en amerikansk skådespelare, TV-journalist och företagare. Hon började sin karriär som politisk utredare och kom att bli gift med politikern och ledamoten i representanthuset John Jenrette som 1980 fälldes för mutbrott i samband med Abscam-skandalen. Kort efter domen gjorde hon en uppmärksammad intervju i The Phil Donahue Show.
I Playboys aprilnummer 1981 gav hon en intervju med titeln "The Liberation of a Congressional Wife". Denna åtföljdes av en serie nakenfotografier. Jenrette återkom i tidskriftens majnummer 1984, där hon förekommer på omslaget och en handfull fotografier. I flera år därefter var hon verksam som TV-journalist och fastighetsmäklare.
Jenrette gifte sig 2009 med den italienske prinsen Nicolò Boncompagni Ludovisi av Piombino (1941–2018). Efter makens död utbröt en arvstvist med prinsens barn från tidigare äktenskap. I fokus för tvisten stod parets privatpalats i centrala Rom, som innehöll omfattande konstskatter. I mars 2023 vräktes hon från palatset efter att de italienska myndigheterna funnit att hon misskött fastigheten.

## Filmografi
- The Edge of Night (1981)
- Fantasy Island (1982)
- Zombie Island Massacre (1984)
- The Malibu Bikini Shop (1986)
- End of the Line (1987)
- Dream On (1992)